# Ди, Аиша
Аи́ша Ди (англ. Aisha Dee, род. 13 сентября 1993) — австралийская телевизионная актриса. Ди в 2008 году окончила Национальный институт драматического искусства в Сиднее, а затем снялась в австралийском детском сериале «Конный клуб». В 2010 году она снялась в сериале «Гости из прошлого», а затем появилась в снятом в Австралии американском сериале «Terra Nova», после чего переехала в Лос-Анджелес, чтобы продолжить карьеру в США.
Ди снялась в роли дочери в недолго просуществовавшем ситкоме Fox «Я ненавижу свою дочь-подростка» в сезоне 2011-12. В 2014-15 годах она исполняла роль подруги главной героини в сериале ABC Family «Погоня за жизнью».

## Фильмография
| Год        | Название на русском            | Название на английском     | Роль                    | Примечания                                     |
| ---------- | ------------------------------ | -------------------------- | ----------------------- | ---------------------------------------------- |
| 2008—2009  | Конный клуб                    | The Saddle Club            | Дезире Биггинс          | Регулярная роль, 23 эпизода                    |
| 2009       | Скользящие по небу             | Skyrunners                 | Кэти Уоллес             | Телевизионный фильм                            |
| 2010       | Гости из прошлого              | Dead Gorgeous              | Кристин                 | Регулярная роль, 13 эпизодов                   |
| 2011       | Terra Nova                     | Terra Nova                 | Таша                    | Эпизоды: «Genesis: Part 1» и «Genesis: Part 2» |
| 2011—2012  | Я ненавижу свою дочь-подростка | I Hate My Teenage Daughter | Маккензи                | Регулярная роль, 13 эпизодов                   |
| 2014—2015  | Погоня за жизнью               | Chasing Life               | Элизабет «Бет» Кингстон | Главная роль, 34 эпизода                       |
| 2016—2017  | Сладкие и порочные             | Sweet Vicious              | Кеннеди Кейтс           | Регулярная роль, 10 эпизодов                   |
| 2017—н. в. | Жирным шрифтом                 | The Bold Type              | Кэт Эдисон              | Регулярная роль, 10 эпизодов                   |